# Taverny
Taverny é uma comuna francesa situada no departamento de Val-d'Oise na região da Ilha de França. Seus habitantes são chamados Tabernacien(ne)s.

## Geografia

### Descrição

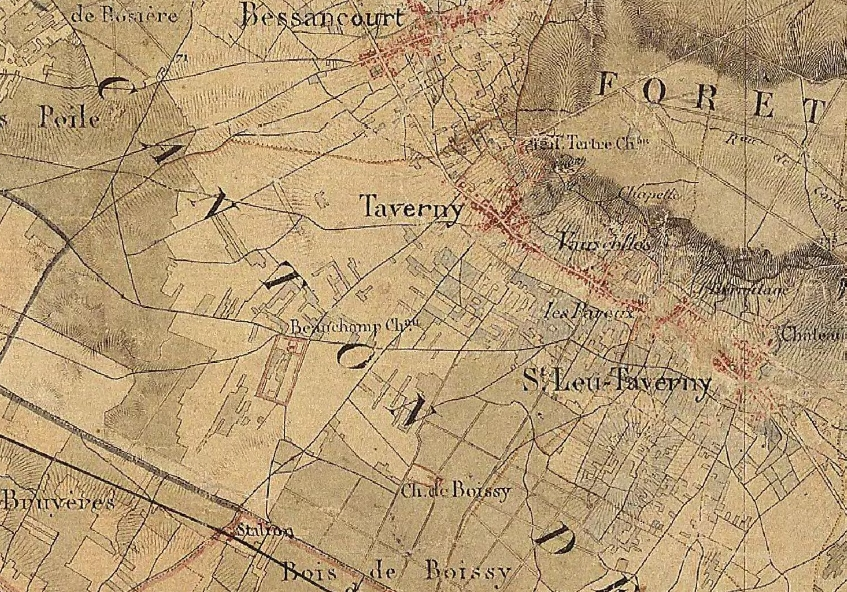
Taverny na carta de estado-maior.

Taverny está localizada no Vale de Montmorency, 20 km a noroeste de Paris, na borda da Floresta de Montmorency. A metade sul de seu território em grande parte a área urbanizada ocupa o Vale de Montmorency entre 55 e 90 metros de altitude, enquanto que a metade setentrional do território é ocupada principalmente pelo maciço florestal, situado em uma colina-testemunha em altitudes de 90 a 188 metros de altitude. O território conta de uma pequena parte ainda rural ao noroeste.
Taverny é limítrofe de: Villiers-Adam e Béthemont-la-Forêt ao norte, Saint-Leu-la-Forêt e Le Plessis-Bouchard, a leste, Franconville, e Beauchamp, ao sul, Pierrelaye, Bessancourt e Frépillon a oeste.

### Transportes e comunicações

#### Rede de estradas
A A115 na direção da N 184 (Francilienne) ramos da A15 , em nível de Franconville e passa por Taverny pela saída número 4.

#### Transporte ferroviário
A cidade é servida pelas estações de Vaucelles e Taverny da linha Paris - Persan - Beaumont via Ermont - Eaubonne (Transilien H).

## Toponímia
Taberniacum no século VIII, Taberonacus, Taverniacum e Taverneium em 754.
A origem antiga de seu nome seria o latim tabernae (tavernas, lojas, cabanas...).

## História
Se a comuna de Taverny e seus entornos parecem ter sido ocupados durante a Pré-história, as escavações arqueológicas realizadas no sítio do Haut-Tertre, na borda da floresta de Montmorency têm descoberto fortificações datando da idade do bronze. Esta fortificação longa de a 300 metros pode ter servido de praça forte, cerca de 1 000 anos mais tarde, pela tribo gaulesa dos Parisii estabelecidos na região.
O nome galo-romano de Taverny é Taberniacum.

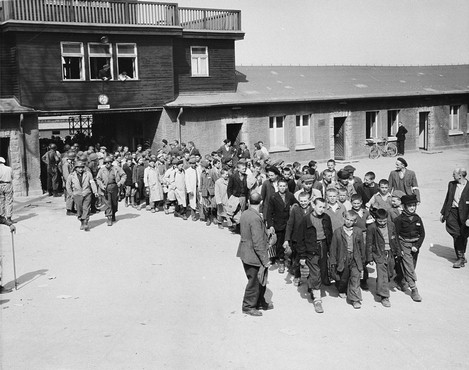
Crianças sobreviventes de Buchenwald, château de Vaucelles.

Em 754, a carta de Pepino o Breve no fato de a propriedade da Abadia de Saint-Denis.
Um decreto de 16 de junho de 1806 reúne a comuna de Taverny com a de Claire-Fontaine cy-devant Saint-Leu que se torna Saint-Leu-Taverny. Taverny desaparece em seguida como comuna.
Em 1815, grandes pedreiras de gesso são colocadas em exploração em Taverny e Bessancourt.
Em outubro de 1915, Saint-Leu-Taverny é dividida em Saint-Leu-la-Forêt e Taverny. Taverny reaparece como uma comuna.
Por causa de sua posição estratégica (incluindo os arredores da ferrovia) e de sua superfície, esses locais foram utilizados pelos Alemães (1941-1944), que aí armazenaram munições, para estabelecer aí o centro da defesa aérea da Luftwaffe e torná-lo uma oficina de montagem dos mísseis V1 e V2. Em 1943-44, o château de Vaucelles, o château du Haut-Tertre e o castelo Jaeger, confiscados de seus antigos donos, os judeus, tornou-se centros de formação de Milícia e da Selbstschutzpolizei por iniciativa de Hermann Bickler, formando agentes subversivos e espiões para se infiltrar em redes de resistência e que formou um total de cerca de 5 000 "estagiários". Em 1946, a força aérea usa para virar carreiras. No final da Segunda Guerra Mundial, o château de Vaucelles, foi transformado em hospital militar pelo exército americano. Acolhendo o fim da guerra as crianças sobreviventes dos campos de concentração de Buchenwald, ele é atualmente renomeado "Maison d'enfants Elie-Wiesel".
Em 1957, o Centro de operações de defesa aérea se instala na Base aérea de Taverny, seguido em 1961 do Comando Aéreo das forças de defesa aérea e em 1963 do Comando das forças aéreas estratégicas. A Base aérea chamada des "Frères Mahé" fechou em 2011.

## Lugares e monumentos

### Monumento Histórico

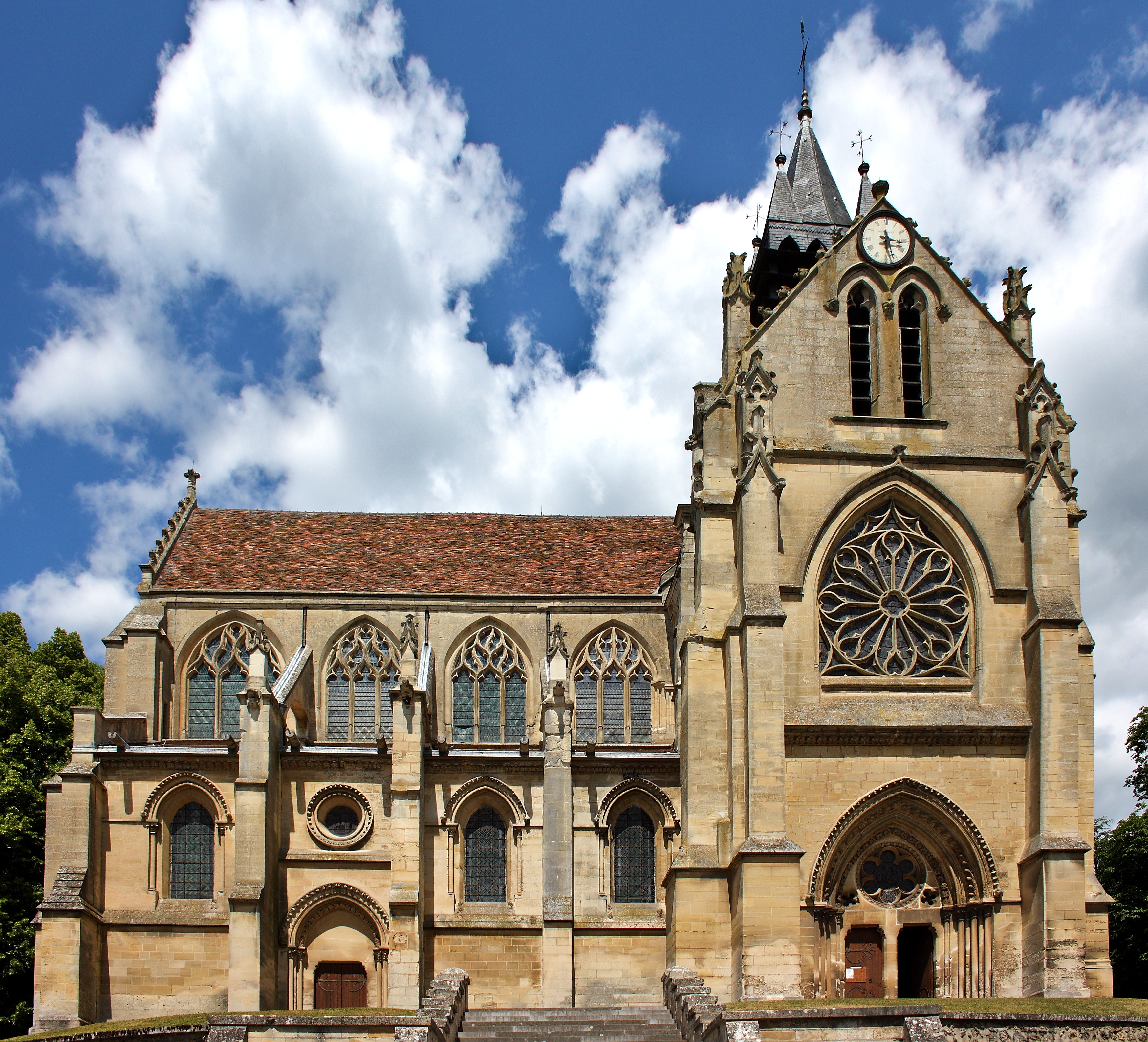
Igreja Notre-Dame de l'Assomption.

Taverny tem apenas um monumento histórico em seu território.
- Igreja Notre-Dame (classificada monumento histórico pela lista de 1846[11]), igreja gótica.

### Outros elementos do patrimônio
- Antigo priorado, do século XVII ;

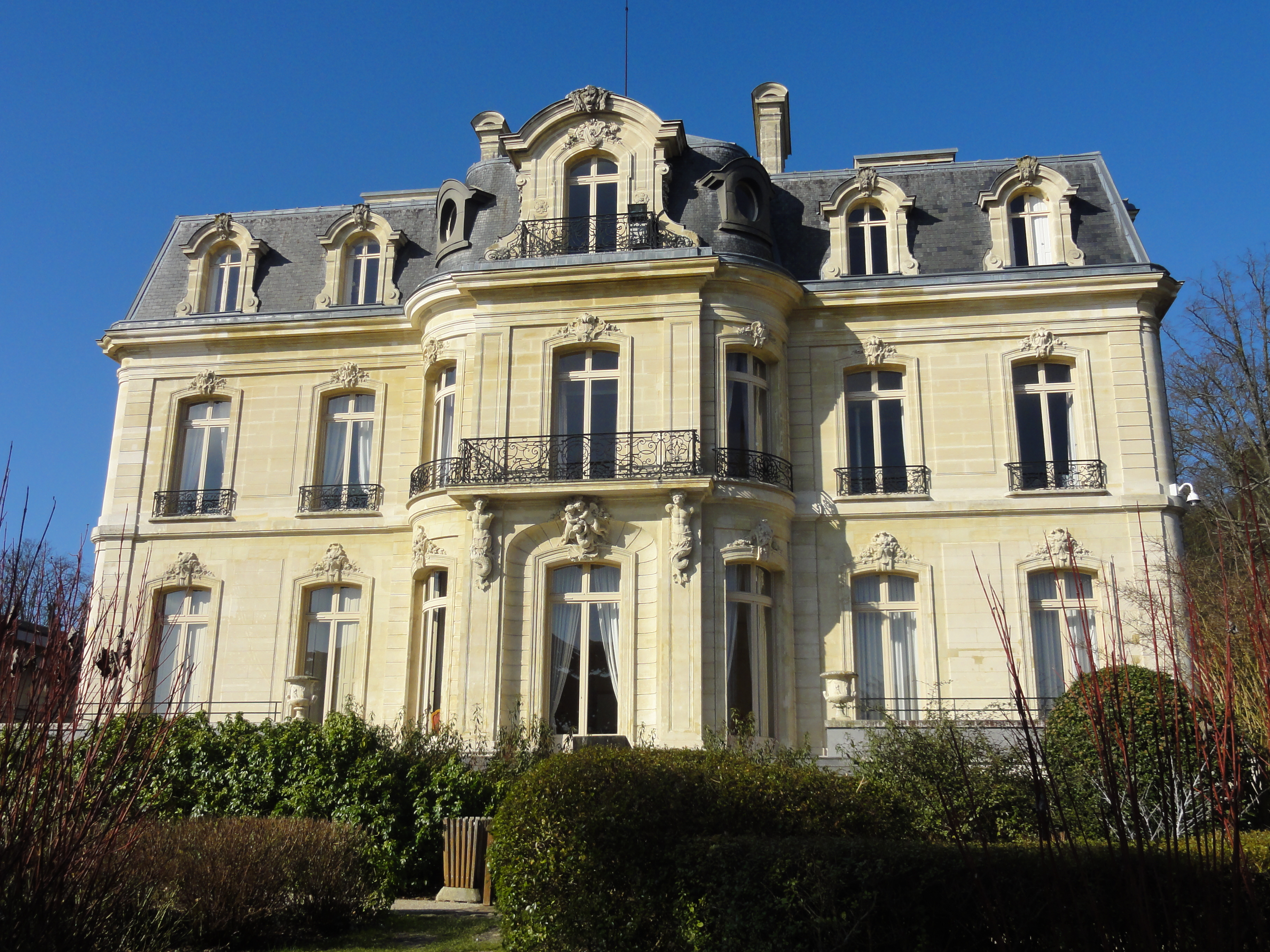
Château de la Tuyolle.

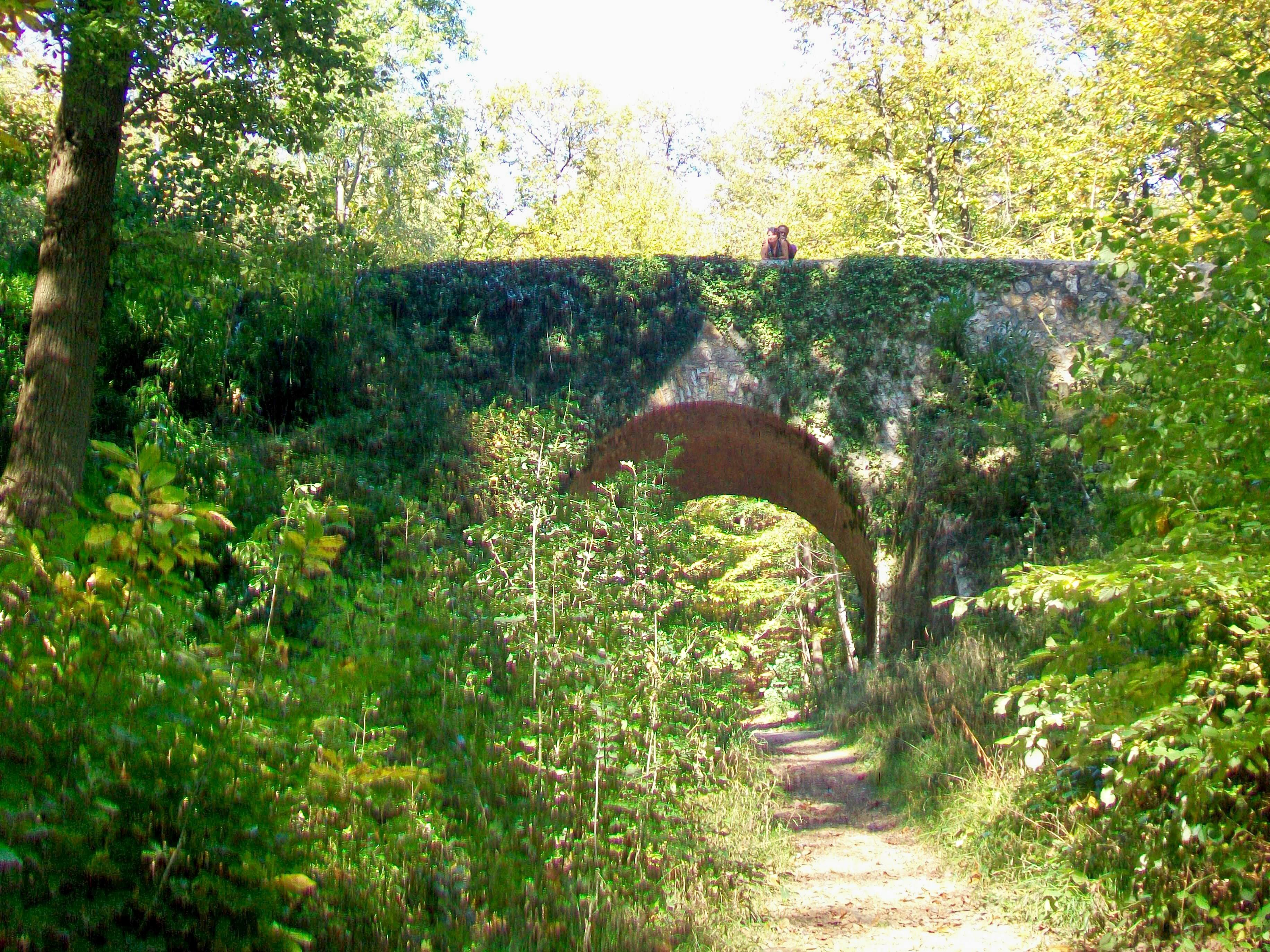
Le pont du Diable, floresta de Montmorency.

- Château de Vaucelles, do início do século XIX ;
- Castelo do Tuyolle, de 1860 ;
- Château du Haut-Tertre, 1905 ;
- Capela chamada de Ecce Homo ;
- Capela de Rohan-Chabot, 9 rue Jean-XXIII, da segunda metade do século XIX ;
- Templo Protestante, de 1921 ;
- Chapelle Notre-Dame-des-Champs, de 1935 ;
- Estação de Taverny, de 1923 ;
- École de la Plaine, de 1929 ;
- Fontaine Boulmet, de 1822 ;
- Fontaine, place de Vaucelle, do final do século XIX ;
- Monumento aos mortos no cemitério, de 1922 ;
- Túmulo de Benjamim Godard, no cemitério ;
- Uma cava galo-romana foi descoberta no canteiro de obras da autoestrada A115. Um desenvolvimento de fora a apresenta aos transeuntes na passarela de pedestres na borda do bairro Mermoz. Escavações recentes no "Haut-Tertre", que comprovam a presença humana datam de mais de 1 000 anos antes de Cristo.
- Pont du Diable, na floresta de Montmorency, do século XVI, deveria dar acesso a uma habitação nunca construída.

### Personalidades ligadas à comuna
- Benjamin Godard (1849-1895), grande compositor do século XIX (busto na Opéra comique em Paris) ;
- Constantin Pecqueur (1801-1887), economista e teórico do socialismo ;
- Família de Montmorency ;
- Pierick Houdy, músico e compositor de origem bretã ;
- Alice Dona, cantora, compositora de variedade francesa, escritora ;
- Mikael Madeg, escritor bretão bilíngue ;
- Adlène Guedioura, jogador de futebol profissional ;
- Senhora Ashburton, um benfeitor inglês ;
- Michel Sénéchal, tenor.